# Oberaletschhütte
Die Oberaletschhütte (auch Mehrzahl Oberaletschhütten) ist eine Berghütte der Sektion Chasseral des Schweizer Alpen-Clubs (SAC). Sie liegt auf einer Höhe von 2640 m ü. M. am Westgrat des Grossen Fusshorns, oberhalb des Oberaletschgletschers in den Berner Alpen in der als UNESCO-Weltnaturerbe anerkannten Region Jungfrau-Aletsch-Bietschhorn.

## Geschichte
Die erste Hütte wurde 1890 auf einer Höhe von 2600 m ü. M. von der Sektion Chasseral des SAC errichtet und bot 14 Schlafplätze. Die angegebene Höhe lautete bis 1931 2670 m ü. M. und wurde 1933 auf 2609 m ü. M. korrigiert. 1925 wurde die im Jahr zuvor am Torberg errichtete Bernoud-Hütte von einer Lawine zerstört. 1928 wurde 40 Meter oberhalb der alten Oberaletschhütte eine zweite, grössere Steinhütte gebaut. Diese Alex. Bernoud-Hütte (Neue Oberaletsch-Hütte) wurde im Jahr 1969 vergrössert, doch bereits zwei Jahre später wurde dieser Neubau durch einen Brand zerstört. Die 1973 als Ersatz erbaute Hütte steht nun bis heute und bietet den Gästen während der bewarteten Zeit 58 Schlafplätze. Zwölf weitere Schlafplätze, welche auch im Winter zugänglich sind, befinden sich in der alten, 1890 errichteten, Hütte, die mit einem Holzofen ausgestattet ist.

## Zustiege
Der kürzeste Zustieg führt in vier bis fünf Stunden von der Bergstation Belalp zunächst auf breitem Weg zum Hotel Belalp. Anschliessend über die „Steigglen“ absteigen und über den alten Weg über Punkt 2053 dem Hang entlang bis auf die südliche, alte Moräne des Oberaletschgletschers. Nun hinunter durch die Schlucht des Gletscherbachs, über die Brücke und hinauf auf die alte, nördliche Seitenmoräne. Auf dieser hinauf bis an ihr Ende und weiter empor bis auf ca. 2600 m ü. M. Von dort ist es noch gut eine Stunde auf dem immer auf gleicher Höhe verlaufenden Panoramaweg, der 2005 errichtet wurde.
Alternativ kann die Hütte auch in circa fünf bis acht Stunden von der Riederalp erreicht werden. Von dort über die Riederfurka hinab zur 2008 eröffneten Hängebrücke über den Gletscherbach des Aletschgletschers. Auf der Seite Aletschji trifft man über einen neu markierten Verbindungsweg auf den Anstiegsweg von Belalp.

## Tourenmöglichkeiten
Die am häufigsten begangene Hochtour von der Oberaletschhütte ist die Besteigung des Aletschhorns (4194 m ü. M.) über die Südwestrippe (ZS). Für diese Tour sind sechs bis zehn Stunden zu veranschlagen. Weitere Tourenmöglichkeiten sind das Nesthorn (3820 m ü. M.), Sattelhorn (3744 m ü. M.), Grosse Fusshorn (3627 m ü. M.), Schinhorn (3796 m ü. M.) oder Geisshorn (3740 m ü. M.).